# Statu-Palmă-Barbă-Cot
Statu-Palmă-Barbă-Cot este un personaj fictiv din mitologia basmului românesc. Așa cum sugerează numele, personajul este un bătrân pitic cu statura de o palmă și barba lungă de un cot. De obicei, el apare în narațiune ca o figură supranaturală care ajută personajele principale, le ghidează, le vorbește, sau doar este observat de ele, fiind prins mai tot timpul în vreun trunchi de copac.
În general, e cunoscut după versul ritmat „Statu-Palmă-Barbă-Cot se repede la foc”, repetat în majoritatea poveștilor sau poeziilor care îl includ.